# Spoorlijn Lormont - Bordeaux-Bastide
De spoorlijn Lormont - Bordeaux-Bastide is een gedeeltelijk opgebroken Franse spoorlijn van Lormont naar Bordeaux. De volledige lijn was 3,2 km lang en heeft als lijnnummer 568 000.

## Geschiedenis
De lijn werd geopend door de Compagnie du chemin de fer de Paris à Orléans op 20 september 1852. Tot 1861 was de lijn het laatste laatste gedeelte van de spoorlijn Paris-Austerlitz - Bordeaux-Saint-Jean. 
Op 27 mei 1961 werd het personenvervoer opgeheven, 

## Aansluitingen
In de volgende plaatsen is of was er een aansluiting op de volgende spoorlijnen:
Lormont
RFN 570 000, spoorlijn tussen Paris-Austerlitz en Bordeaux-Saint-Jean
Rouffiac
RFN 501 300, raccordement Bordeaux-Bénauge - Bordeaux-Bastide
RFN 502 300, raccordement van Bordeaux-Bénauge naar Lormont
RFN 503 300, raccordement circulaire Bordeaux-Bastide - Bordeaux-Benauge
RFN 568 106, bedieningsspoor van Rouffiac

## Elektrische tractie
De lijn werd in 1938 geëlektrificeerd met een gelijkspanning van 1500 volt. In 2004 is de elektrificatie afgebroken.

## Galerij

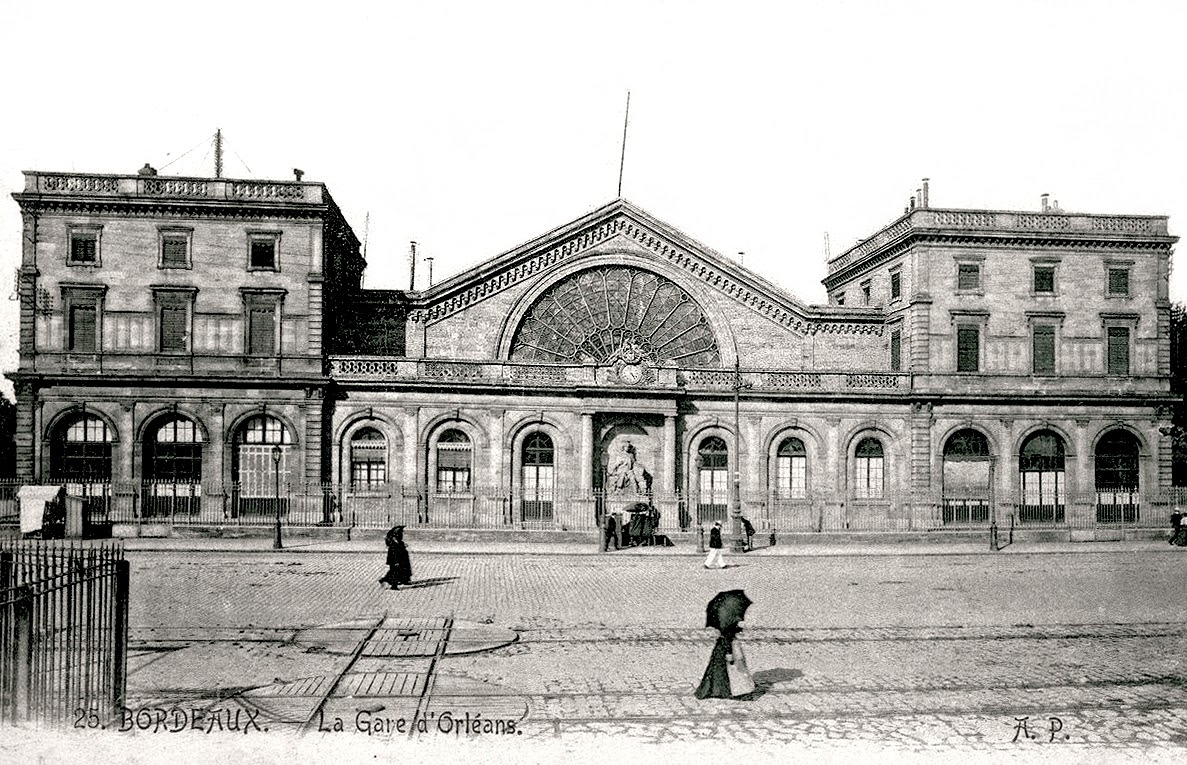
Bordeaux-Bastide rond 1910
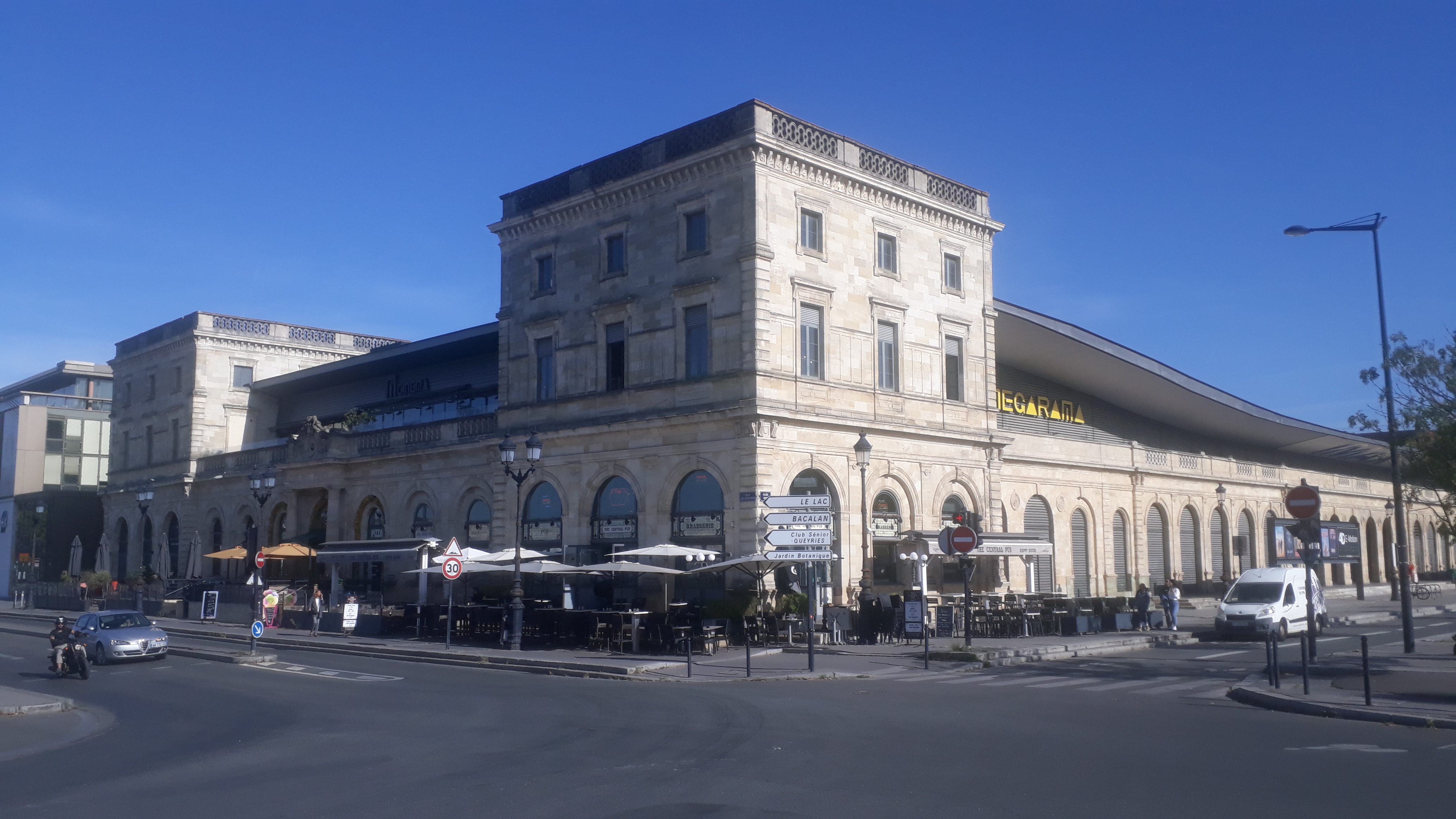
Bordeaux-Bastide in 2023